# کنیسه بن عزرا
کنیسه بن عزرا (عبری: בית כנסת בן עזרא‎) یا کنیسهٔ اهالی شام (انگلیسی: Synagogue of the Levantines) کنیسه‌ای است که در بخش فسطاط قاهرهٔ باستانی در مصر واقع شده‌است. بر پایهٔ روایت‌های فولکلور محلی، این کنیسه همان جایی است که موسی در نوزادی در آنجا یافت شد. ساختمان فعلی این کنیسه در دههٔ ۱۸۹۰ احداث شد. مصطفی مدبولی، نخست‌وزیر مصر، این کنیسه را در ۳۱ اوت ۲۰۲۳ پس از یک دهه بازسازی، بازگشایی کرد.
گنیزا یا بخش نگهداری مدارک و متون مقدس کهن در این کنیسه در قرن نوزدهم میلادی کشف شد و حاوی گنجینه ای از دست‌نوشته‌های سکولا و مقدس فراموش‌شده به زبان‌های عبری، آرامی و یهودی-عربی بود. این مجموعه که به عنوان «گنیزای قاهره» شناخته می‌شود، به تحریک و اصرار سلمون شختر به دانشگاه کمبریج در انگلستان آورده شد و اکنون میان چندین کتابخانه دانشگاهی تقسیم شده‌است که بیشتر آن در کتابخانه دانشگاه کمبریج نگهداری می‌شود.